# Environmental Investigation Agency
L'Agència d'Investigació Ambiental, més coneguda pel seu nom oficial en anglès Environmental Investigation Agency(EIA) és una ONG internacional fundada l'any 1984 al Regne Unit pels activistes ecologistes Dave Currey, Jennifer Lonsdale i Allan Thornton. Actualment, té oficines a Londres i Washington, D.C. L'EIA investiga i fa campanyes encobertes contra els delictes i els abusos ambientals.
Les seves investigacions encobertes descobreixen delictes transnacionals contra la vida salvatge, amb un enfocament en elefants i tigres, i delictes forestals com la tala il·legal i la desforestació de cultius comercials com l'oli de palma. Treballa per salvaguardar els ecosistemes marins globals abordant les amenaces que suposa la contaminació per plàstic, la captura accidental i l'explotació comercial de balenes, dofins i marsopes. Pretén reduir l'impacte del canvi climàtic fent campanyes per eliminar els gasos refrigerants d'efecte hivernacle, exposant el comerç il·lícit relacionat i millorant l'eficiència energètica en el sector de la refrigeració.
L'EIA utilitza les seves conclusions en els informes per fer campanya per una nova legislació, una millor governança i una aplicació més eficaç. A més, la seva experiència de camp s'utilitza per proporcionar orientació a les agències d'aplicació i també forma col·laboracions amb grups i activistes locals, donant suport al seu treball mitjançant formació pràctica.